# Shrek the Halls
Shrek the Halls (Shrek Ogrorisa la Navidad en Hispanoamérica, y Shreketefeliz Navidad en España) es un especial de televisión que se estrenó en el canal ABC el miércoles 28 de noviembre de 2007 y el 25 de diciembre de 2007 por Cartoon Network. El especial de Navidad fue dirigido por Gary Trousdale y producido por DreamWorks Animation. Mike Myers, Eddie Murphy, Cameron Diaz y Antonio Banderas repitieron sus roles de películas anteriores de Shrek.

## Trama
Después de los eventos de la tercera película. Shrek disfruta de las estaciones del año en su pantano, antes de que llegue el invierno pero Asno le empieza a agobiar con que tiene ganas de que llegue la Navidad, pero Shrek le responde que no le interesa y que no la celebrar , hasta que Fiona y sus tres hijos les ven y entonces ella tiene ganas de la Navidad. Entonces el cambia de parecer y va deprisa en plena ventisca a buscar ayuda sobre la Navidad y llega a parar a una librería donde le regalan un libro sobre la época navideña. Fiona y sus hijos preparan el árbol de Navidad y todas las actividades según el libro y al tener todo listo. Más tarde Asno es informado por Fiona. Entonces llegan Asno, Dragona   y sus hijos, Pinocho, el Gato con Botas , Jengibre, Los tres cerditos , el lobo feroz y los tres ratones ciegos  a celebrar la Navidad con Shrek , Fiona y sus hijos. Pero a Shrek no le hace ninguna gracia ya que él pensaba que la Navidad no se celebraba con los seres queridos, Después de que Asno, Gato y Jengibre han contado sus historias navideñas, Shrek estalla en ira y se le cae el libro que le regalaron y entonces Asno lo toma y no suelta , y una vez lo agarran entre los 2 se cae por toda la casa y provoca un caos que hace que el ogro se enfade y eche a todos fuera de su casa. Shrek se pelea a discusiones con Asno. Y él y la pandilla se van, incluyendo a Fiona con sus hijos. Posteriormetne aparece Shrek en mitad del bosque y les pide disculpas a todas sus intimas relaciones que vinieron a su casa, y allí Shrek les cuenta a su familia y amigos que él nunca tuvo la ocasión de celebrar una Navidad, ya que el ha pasado toda su vida en solitario. Más tarde Shrek y toda la pandilla se quedan a dormir y les cuenta una historia navideña en la que el interpreta a Papá Noel como Ogro Claus. Más tarde, después de acabar la historia de dormir aparece Papá Noel con sus renos volando en su trineo, y Shrek y los demás salen a observarlo. Se alegran de verlo y Papa Noel se va dejando una buena luna con orejas de ogro.

## Elenco de voces
- Mike Myers como Shrek.
- Eddie Murphy como Asno
- Cameron Diaz como Fiona .
- Antonio Banderas como el Gato con Botas.
- Conrad Vernon como Jengibre.
- Cody Cameron como Pinocho y los tres cerditos.
- Aron Warner como el Lobo feroz.
- Christopher Knights como los Tres ratones ciegos.
- Marissa Jaret Winokur como la Bibliotecario.